# 大何庄乡
大何庄乡，是中华人民共和国河北省衡水市安平县下辖的一个乡镇级行政单位。

## 行政区划
大何庄乡下辖以下地区：
刘庄村、报子营村、马营村、彭营村、杨各庄村、西李庄村、东羽林村、西羽林村、南满子村、中满子村、北满子村、郎仁村、郎仁屯村、察罗村、西何庄村、大何庄村、马家庄村、武崔庄村、彪冢村、里河村、长汝村、任庄村、西满正村和崔岭村。